# Князев, Филипп Степанович
Филипп Степанович Князев (1902—1941) — русский советский писатель и журналист.

## Биография
Филипп Князев родился в 1902 году в Киевской губернии в бедной крестьянской семье. Учась в школе, начал писать рассказы. В 1926 году окончил военную школу в Киеве и вступил в КПСС. Переехал в Ленинград и стал политработником. Во время службы в Красной армии занимался публицистикой, писал на тему обороны страны. Публиковался в журнале «Резец». В 1934 году демобилизовался и вступил в Союз писателей СССР. Работал заместителем редактора журнала «Резец», затем заместителем редактора журнала «Литературный современник». С января 1940 года — редактор журнала «Литературный современник». Был избран секретарем партийной организации писательского Союза.
В 1935 году ездил на прииски «Забайкалзолото», работал редактором местной газеты. Там он собрал материал для повести «Прииск в тайге» (опубликована в 1938 году в Ленинграде). В 1937 году получил премию на московском конкурсе за киносценарий «За Байкалом». Работал над романом о советской молодёжи «Наследники», но успел опубликовать только первую его часть в 1939 году в «Литературном современнике».
После начала Великой Отечественной войны служил на Балтийском флоте. Участвовал в боях под Таллином. Погиб 29 августа 1941 года на штабном корабле «Вирония» при переходе советского флота из Таллина в Кронштадт.

## Сочинения
- Хроника комсомольских ударных будней на фронте боевой подготовки. Москва. — М.; Л., 1931;
- Комсомол, на самолет! — М.; Л., 1931;
- Отдых: [Роман]. — Л., 1933;
- Прииск в тайге: [Повесть]. — Л., 1938;
- Белые ночи: [Рассказ]. — Л., 1941.